# Rhamphosipyloidea viridis
Rhamphosipyloidea viridis är en insektsart som först beskrevs av Ludwig Redtenbacher 1908.  Rhamphosipyloidea viridis ingår i släktet Rhamphosipyloidea och familjen Diapheromeridae. Inga underarter finns listade i Catalogue of Life.